# Trifolium sylvaticum
Trifolium sylvaticum là một loài thực vật có hoa trong họ Đậu. Loài này được Gerard miêu tả khoa học đầu tiên.